# Bergamo-Orio al Serió-i repülőtér
A Bergamo-Orio al Serió-i repülőtér (IATA: BGY, ICAO: LIME) az olaszországi Bergamo városának nemzetközi repülőtere. Milánó diszkont légitársaságok által használt légikikötőjeként is működik: a Linate nemzetközi repülőtérrel és a Milánó-Malpensai repülőtérrel együtt szolgálják ki a lombardiai metropoliszt.
2011-ben több mint 8,4 millió utast szolgált ki.

## Légitársaságok és úticélok

### Személy
2023-ban a repülőtérről az alábbi járatok indultak:
| Légitársaság                | Célállomások |
| --------------------------- | --- |
| AeroItalia                  | London–Heathrow (vége 2023 február 15-től), Róma–Fiumicino, Tel-Aviv (2023 március 26-tól), Tirana (2023 március 26-tól), Szezonális: Bákó, Catania, Kárpáthosz (2023 március 27-től), Kefaloniá (2023 június 1-től), Heraklion (2023 március 28-tól), Lamezia Terme (2023 június 3-tól), Lampedusa (2023 június 15-től), Reggio Calabria (2023 június 16-tól), Zákinthosz (2023 június 1-től) |
| Air Arabia                  | Sharjah |
| Air Arabia Egypt            | Alexandria, Kairó, Sarm es-Sejk |
| Air Arabia Maroc            | Casablanca |
| Air Nostrum                 | Szezonális charter: Palma de Mallorca |
| AlbaStar                    | Szezonális: Alghero, Brindisi, Cagliari, Catania, Crotone, Dakar–Diass, Fuerteventura, Lamezia Terme, Lampedusa, Lourdes, Olbia, Porto Santo, Sal Szezonális charter: Marsa Alam, Sarm es-Sejk, Zákinthosz |
| Albawings                   | Tirana |
| AlMasria Universal Airlines | Szezonális: Kairó |
| AnadoluJet                  | Szezonális: Isztambul–Sabiha Gökçen |
| Arkia                       | Szezonális: Tel-Aviv |
| easyJet                     | Amszterdam, Lisszabon, London–Gatwick, Párizs–Charles de Gaulle Szezonális: Olbia |
| Eurowings                   | Düsseldorf |
| flydubai                    | Dubai–International (2023 március 10-től) |
| Flyr                        | Szezonális: Oslo (2023 február 3-tól) |
| HiSky                       | Chișinău |
| Neos                        | Szezonális: Cagliari, Catania, Heraklion, Ibiza, Kárpáthosz, Marsa Alam, Menorca, Mikonosz, Rodosz, Sarm es-Sejk |
| Norwegian                   | Szezonális: Bergen (2023 április 30-tól), Oslo (2023 június 22-től) |
| Pegasus Airlines            | Isztambul–Sabiha Gökçen |
| Ryanair                     | Agadir, Alghero, Alicante, Amman–Queen Alia, Athén, Banja Luka, Barcelona, Bari, Beauvais, Belfast–International (újrakezdődik 2023 március 26-tól), Berlin, Billund, Birmingham, Bordeaux, Bratislava, Brindisi, Bristol, Brno (újrakezdődik 2023 március 27-től), Bukarest, Budapest, Cagliari, Catania, Charleroi, Kolozsvár (2023 március 26-tól), Köln/Bonn, Comiso, Koppenhága, Cork, Crotone, Dublin, East Midlands, Edinburgh, Eindhoven, Faro, Fez, Fuerteventura, Funchal, Gdańsk, Göteborg, Gran Canaria, Hahn, Hamburg, Helsinki, Iași (2023 március 26-tól), Katowice, Knock, Krakkó, Kijev–Boriszpil, Lamezia Terme, Lanzarote, Lappeenranta, Lisszabon, Liverpool, London–Stansted, Lourdes, Lublin (2023 március 26-tól), Luxembourg, Madrid, Málaga, Málta, Manchester, Marrákes, Marseille, Nápoly, Newcastle upon Tyne, Niš, Nagyvárad (vége 2023 március 24-től), Palermo, Palma de Mallorca, Páfosz, Pescara, Porto, Poznan, Prága, Riga, Sandefjord, Santander, Santiago de Compostela, Sevilla, Stockholm–Arlanda, Szófia, Suceava (vége 2023 március 26-tól), Tanger, Tallinn, Tel-Aviv, Tenerife–South, Thessaloniki, Temesvár (vége 2023 március 25-től), Toulouse, Trapani, Valencia, Bécs, Vilnius, Vitoria, Varsó–Modlin, Wrocław, Zágráb, Zaragoza Szezonális: Haniá, Korfu, Ibiza, Heraklion, Kalamata, Karlsruhe/Baden-Baden, Kefaloniá, Kosz, Łódź, Preveza, Fiume (2023 március 27-től), Rodosz, Szantorini, Weeze (2023 március 26-tól), Zára, Zákinthosz (2023 június 1-től) |
| SpiceJet                    | Szezonális: Amritsar |
| Transavia                   | Szezonális: Rotterdam/The Hague |
| Volotea                     | Szezonális: Asturias (2023 március 30-tól) Lampedusa, Lyon (2023 április 6-tól), Nantes (2023 május 13-tól), Olbia, Pantelleria |
| Vueling                     | Párizs–Orly |
| Wizz Air                    | Bákó, Belgrád (2023 szeptember 26-tól), Bukarest, Chișinău, Kolozsvár, Craiova, Gdansk, Iași, Szófia, Suceava, Temesvár, Tirana, Varsó–Chopin |

### Cargo
| Légitársaság          | Célállomások |
| --------------------- | ------------ |
| United Parcel Service | Köln/Bonn    |

## Forgalom
Az utasforgalom az elmúlt években az alábbi módon változott:
| Utasok száma | 354 902 | 478 848 | 1 241 138 | 3 337 671 | 5 741 734 | 7 677 224 | 8 964 376 | 12 336 137 | 3 833 063 | 15 974 386 |
|              | 1994    | 1997    | 2000      | 2004      | 2007      | 2010      | 2013      | 2017       | 2020      | 2023       |